# Hendrick Bloemaert
Hendrick Bloemaert ( 6. juni 1601 – 30. december 1672), var en kunstmaler fra Den hollandske guldalder.

## Biografi
Hendrick var ældste søn af Abraham Bloemaert. Hans brødre Cornelis og Adriaen var også malere. I 1626 ses Hendrick registreret i Rom, men i 1631 var han tilbage i Utrecht, hvor han sluttede sig til Sankt Lukasgildet og giftede sig med Margaretha van der Eem, datter af en advokat.

## Værker
Ifølge kunsthistorikeren Houbraken blev han aldrig så dygtig som sin far, men det er uklart om Houbraken så Hendricks værker eller kopierede kommentaren fra Joachim von Sandrart.. Han bliver vigtigt medlem af Utrecht Caravaggisterne og var kendt for sine portrætter og historiske allegorier. Han var desuden kendt for sin poesi.